# Dynamische Parameter
Dynamische Parameter ist ein Sammelbegriff aus der Messtechnik. Üblicherweise werden als Dynamische Parameter bezeichnet:
- das Signal-Rausch-Verhältnis (SRV bzw. engl. SNR)
- die Total Harmonic Distortion (THD)
- die Spurious Free Dynamic Range (SFDR)
- die Effektive Anzahl von Bits (ENOB).

Sie dienen der Qualitätsbestimmung von Datenerfassungsgeräten wie Oszilloskopen und A/D-Wandlern sowie von Signalgeneratoren.